# ويلي ميلر (فنان قصص مصورة)
ويلي ميلر (بالإنجليزية: Wiley Miller)‏ هو فنان قصص مصورة أمريكي، ولد في 15 أبريل 1951 في بربانك في الولايات المتحدة.